# سامرست، تاسمانیا
سامرست (به انگلیسی: Somerset) یک شهرک در استرالیا است که در تاسمانی واقع شده است.